# Nyárlevélpohók
A nyárlevélpohók (Phyllodesma tremulifolia) a szövőlepkefélék családjába tartozó, Európában honos éjjeli lepkefaj.

## Megjelenése
A nyárlevélpohók szárnyfesztávolsága a hímek esetében 3–3,5 cm; a nőstényeknél 3,5–4,5 cm. Szárnyainak alapszíne sárgás- vagy vörösesbarna, az elülső szárny széles szegélye szürkésbarna. Középen - a cserlevélpohókkal ellentétben - nincs világosszürkés folt. A szárnyon sötétbarna vagy sötétszürke foltokká szakadozó harántsávok vonulnak keresztül. A hátsó szárny szegélye sötétebb, harántsávja folyamatos, jobban kifejezett. A szárnyak fonákján a lilásszürke behintés nagyobb kiterjedésű. A rojt rövid, fehér-barnán csíkozott. A test színe a szárnyakéhoz hasonló. 
Változékonysága nem számottevő.
Petéi tojásdadok, fehéren-sötétbarnán csíkozottak. 
Hernyója változatos színű, szürke, sötétszürke, vagy barnásszürke. A közép- és utótor felső oldalán csupasz, narancsvörös, feketével tarkázott folt látható. Szőrzete halványszürke, szemölcsein fekete szőrök is vannak. Bábja feketésbarna. 

### Hasonló fajok
A cserlevélpohókkal téveszthető össze. 

## Elterjedése
Európában honos az Ibériai-félszigettől Dél-Oroszországig. Magyarországon mindenütt előforduló, gyakori faj. 

## Életmódja
Meleg tölgyesekben, nyílt, ligetes erdőkben, sarjerdőkben, cserjésekben él.  
Évente két nemzedéke nő fel, imágóit április-májusban és július-augusztusban lehet látni. Este és éjszaka repül, a hímek általában aktívabbak vagy jobban vonzza őket a mesterséges fény. A hernyók főleg tölgyfák, esetleg nyár, nyír, kőris leveleivel táplálkoznak. Az őszi báb áttelel. 

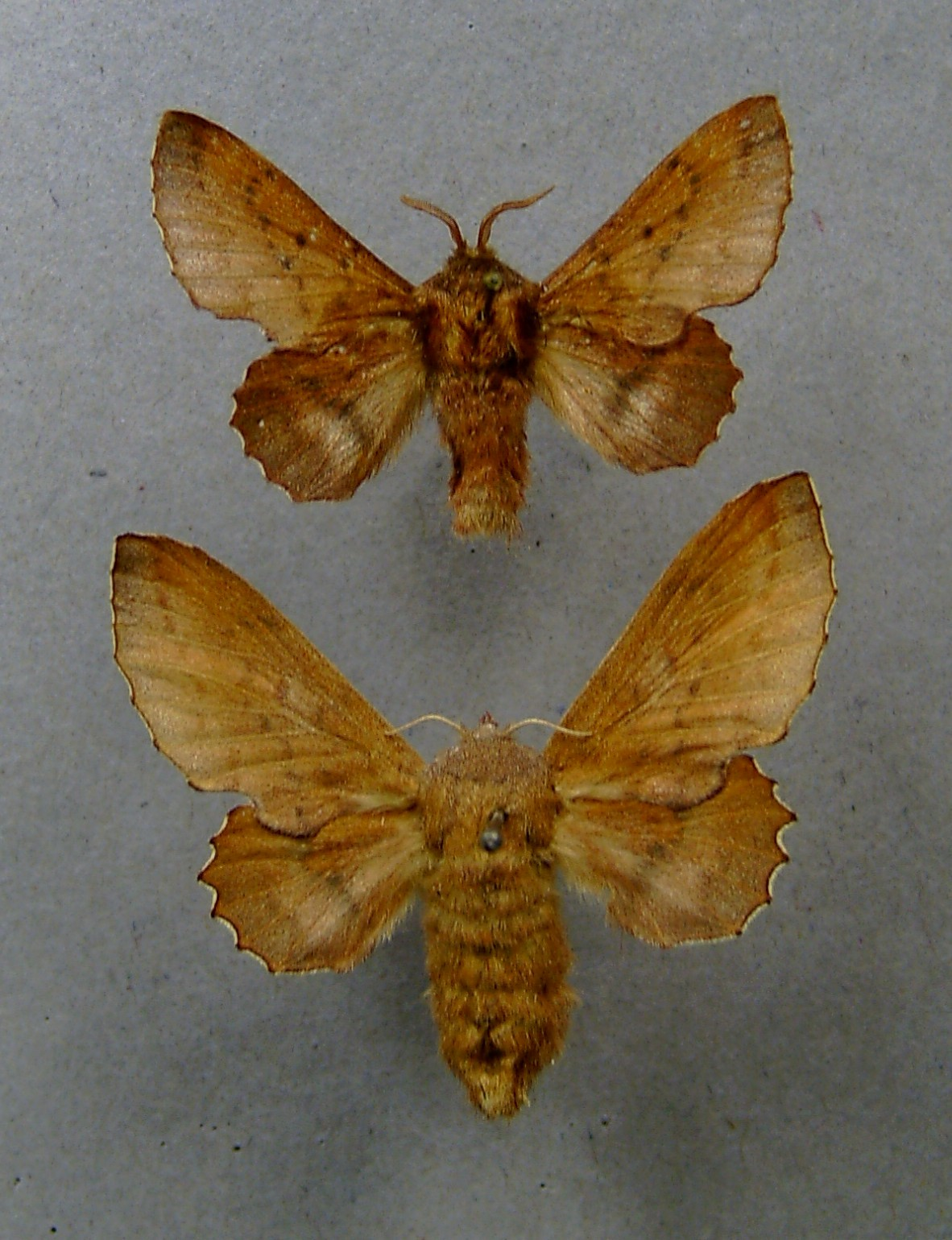
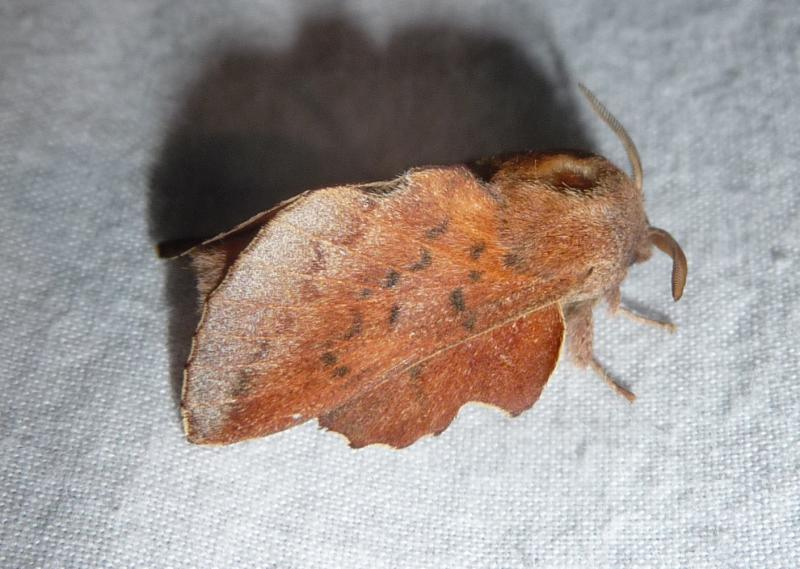
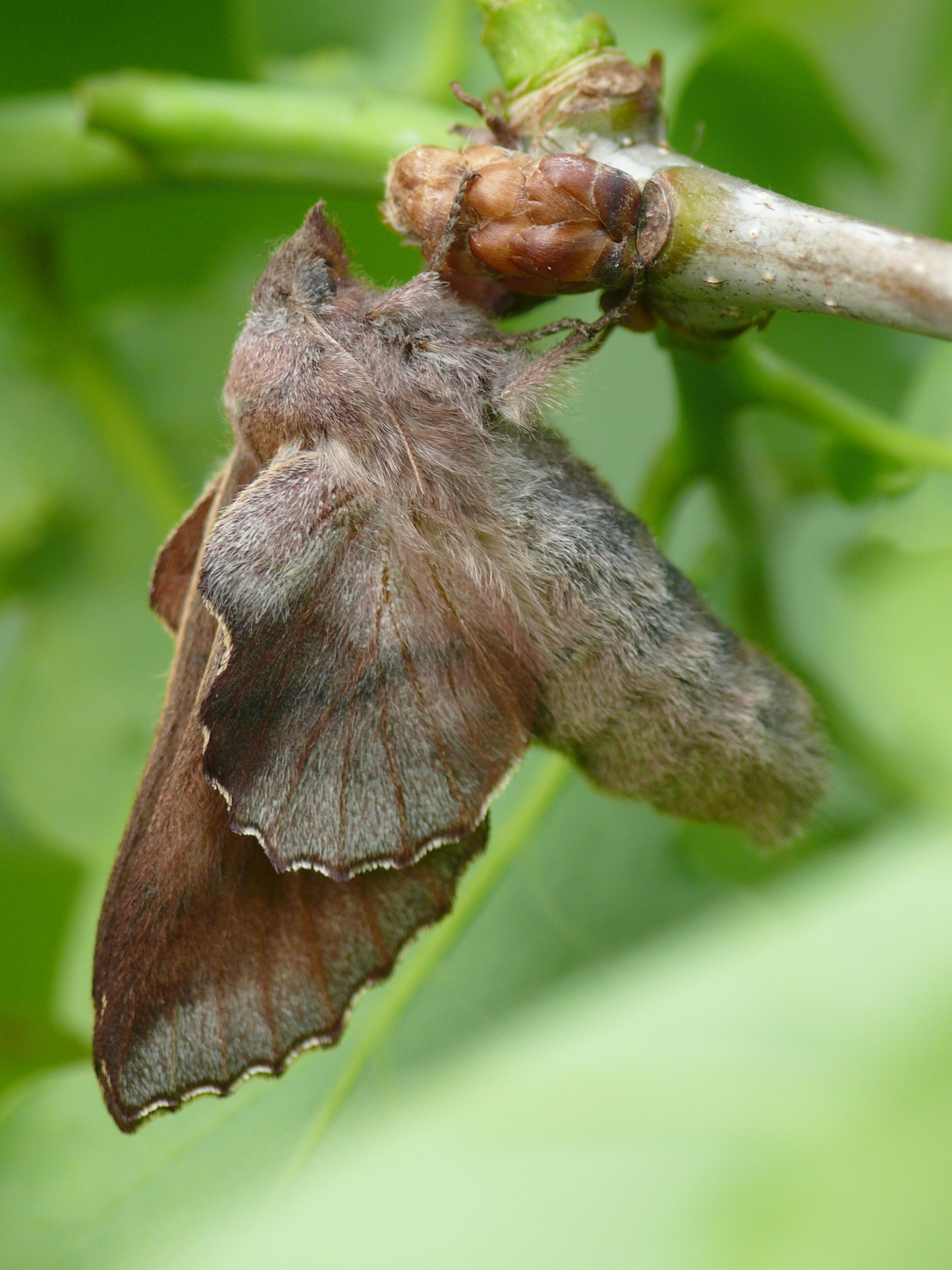
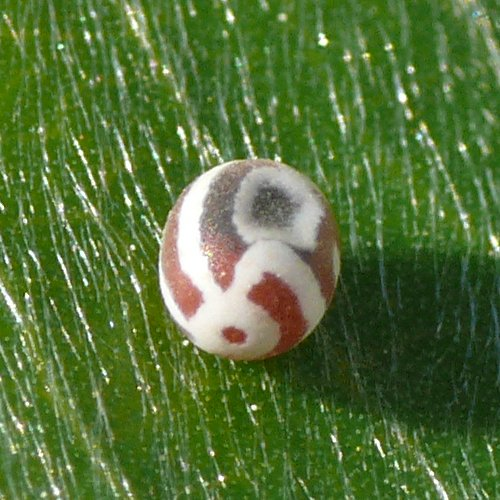
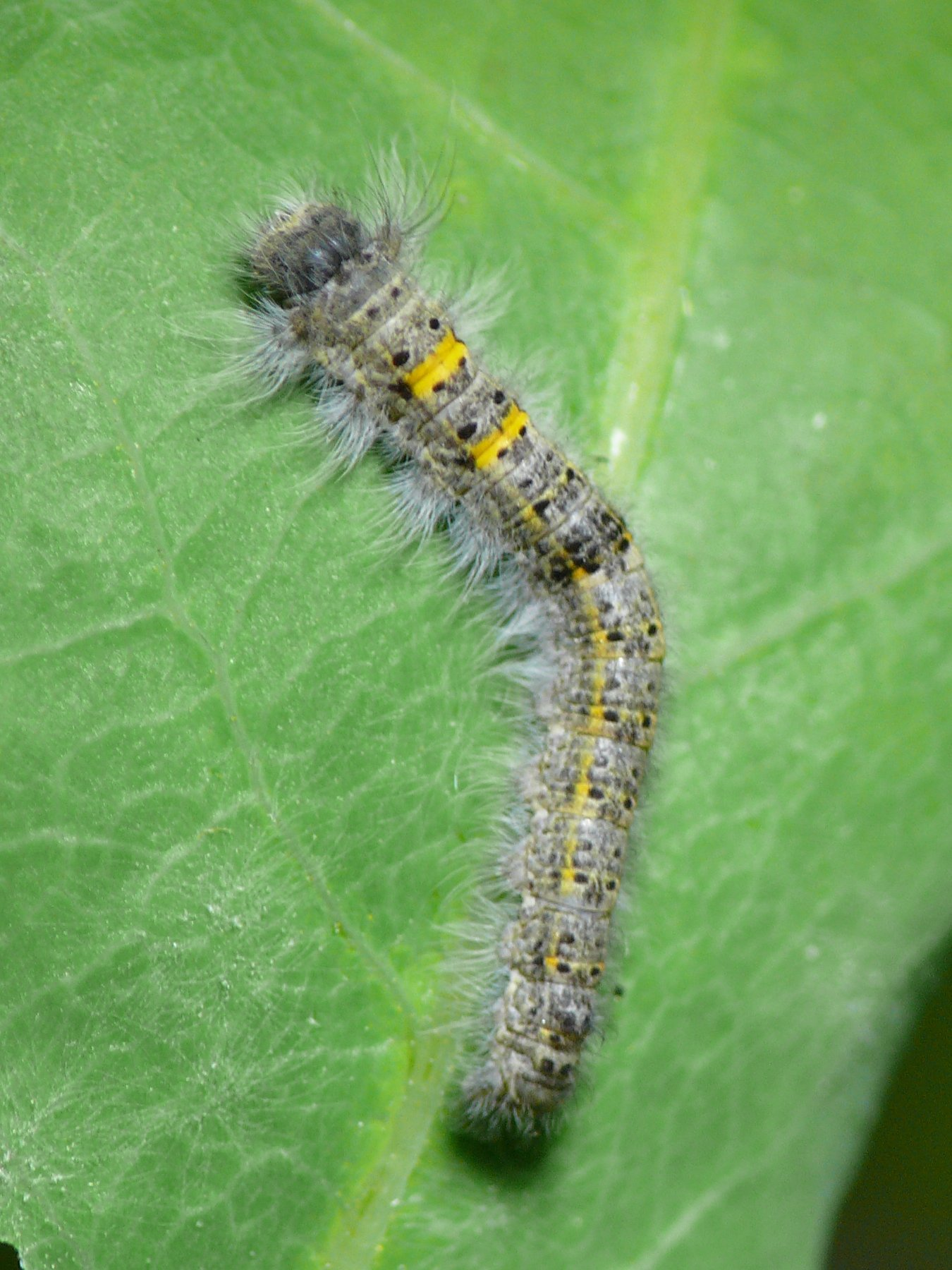

Magyarországon nem védett. 